# Фидан Найденов
Фидан Найденов – Форцата е български революционер, деец на Вътрешната македоно-одринска революционна организация.

## Биография
Фидан Найденов е роден в 1879 година прилепското село Мало Коняри, тогава в Османската империя, днес в Северна Македония. Дългогодишен четник е на Петър Христов Германчето